# Bảo tàng quốc gia Gyeongju
Bảo tàng quốc gia Gyeongju (tiếng Anh: Gyeongju National Museum) là một bảo tàng ở tỉnh Gyeongju, Bắc Gyeongsang, Hàn Quốc. Bảo tàng chủ yếu lưu trữ các di tích của vương quốc Silla, với Gyeongju là thủ đô.
Bảo tàng nằm ngay cạnh quần thể lăng mộ hoàng gia, trong một khu vực bao gồm rừng Gyerim, đài quan sát Cheomseongdae, cung điện Banwolseong, và hồ Anapji.

## Lịch sử
Bảo tàng lần đầu tiên thành lập vào năm 1945, được coi là chi nhánh của Bảo tàng quốc gia Hàn Quốc ở Gyeongju. Phần chính của tòa nhà xây dựng vào năm 1968. 
Năm 1975, bảo tàng nâng cấp lên thành "Bảo tàng quốc gia Gyeongju" và được mở rộng kể từ đó.

## Bộ sưu tập
Mặc dù có khá nhiều bảo tàng quốc gia ở các địa điểm quan trọng trên khắp Hàn Quốc, nhưng bộ sưu tập của bảo tàng Gyeongju đặc biệt quan trọng vì nó cho phép công chúng, các nhà khảo cổ học và sử học hiểu được sự trỗi dậy của nền văn minh ở Đông Nam Hàn Quốc. 
Bảo tàng chứa các hạng mục quan trọng của di sản văn hóa quốc gia như Chuông Emille, được cho là từng có một đứa trẻ đã phải hy sinh để đúc và khiến cho chuông vang lên. Bảo tàng cũng có một số Vương miện Silla nằm trong bộ sưu tập. Bảo tàng lưu giữ nhiều hiện vật được khai quật từ Hồ Anapji và các hiện vật khai quật từ khu đền Hwangnyongsa. Một thực tế phổ biến ở các viện bảo tàng Hàn Quốc là có nhiều cổ vật trưng bày ngoài trời, .
Khối lượng hiện vật khảo cổ và lịch sử trong bộ sưu tập của Bảo tàng Quốc gia Gyeongju lớn đến mức hầu hết các hiện vật phải lưu trữ và không thể trưng bày cho công chúng. Bảo tàng Quốc gia Gyeongju duy trì một bộ phận nghiên cứu khảo cổ trong nhiều thập kỷ, và các nhân viên ở đây đã tiến hành nhiều cuộc khảo sát thực địa cũng như khai quật ở tỉnh Bắc Gyeongsang. Điều này đã giảm bớt đi khi các 'trung tâm nghiên cứu di sản văn hóa bị chôn vùi' ( tiếng Hàn: 매장 문화재 조사 연구소) do chính phủ tài trợ ra đời trên khắp Hàn Quốc kể từ giữa thập niên 1990. Tuy nhiên, vai trò chính của bảo tàng là một trung tâm bảo tồn di sản văn hóa đã được nâng cao, khi chính phủ Hàn Quốc xây dựng một nhà kho lớn trong khuôn viên bảo tàng vào đầu thập niên 2000 để chứa những núi tài liệu khảo cổ được khai quật liên tục từ Gyeongju và khắp miền Bắc tỉnh Gyeongsang.

## Hình ảnh

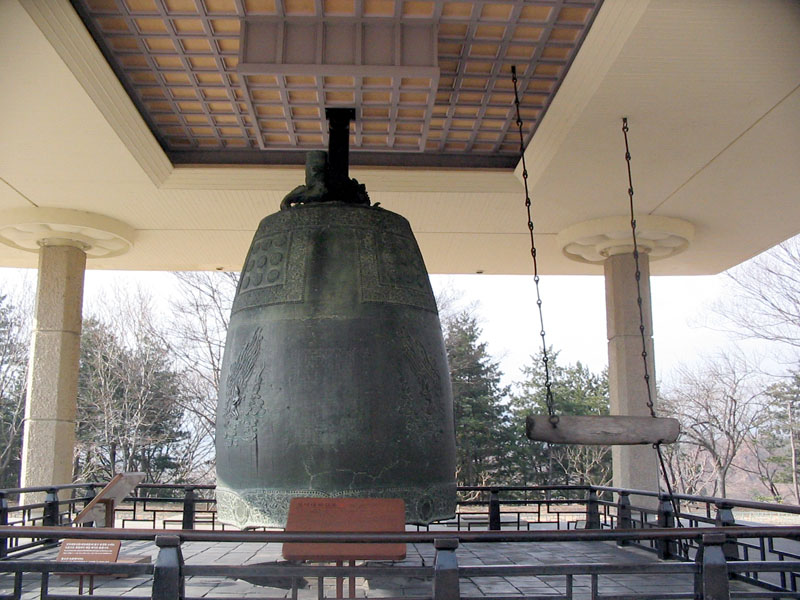
Emille Bell
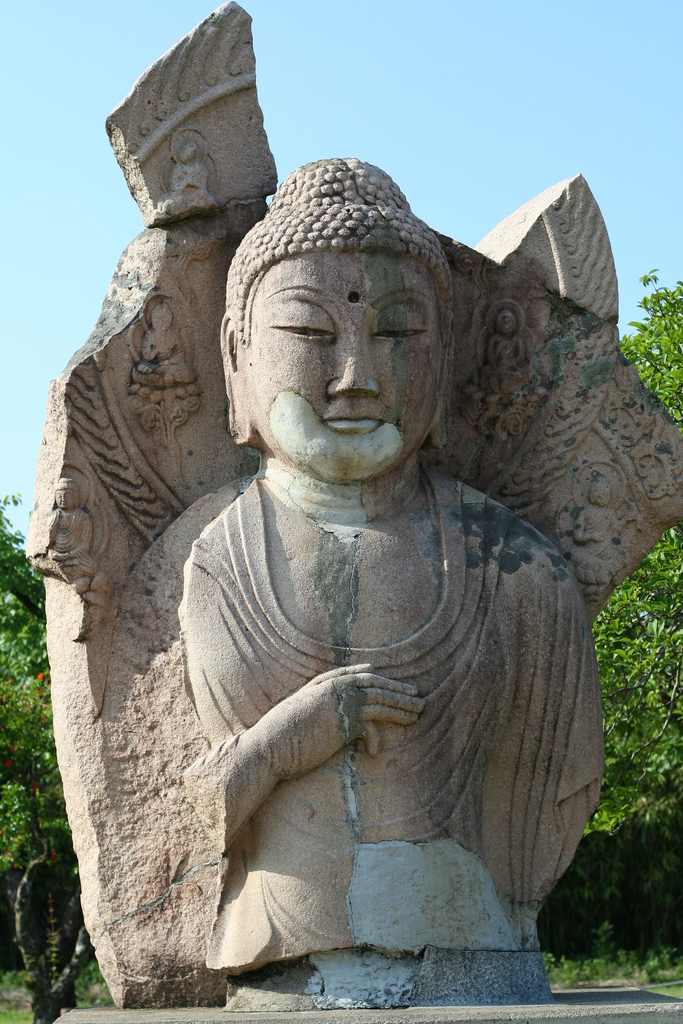
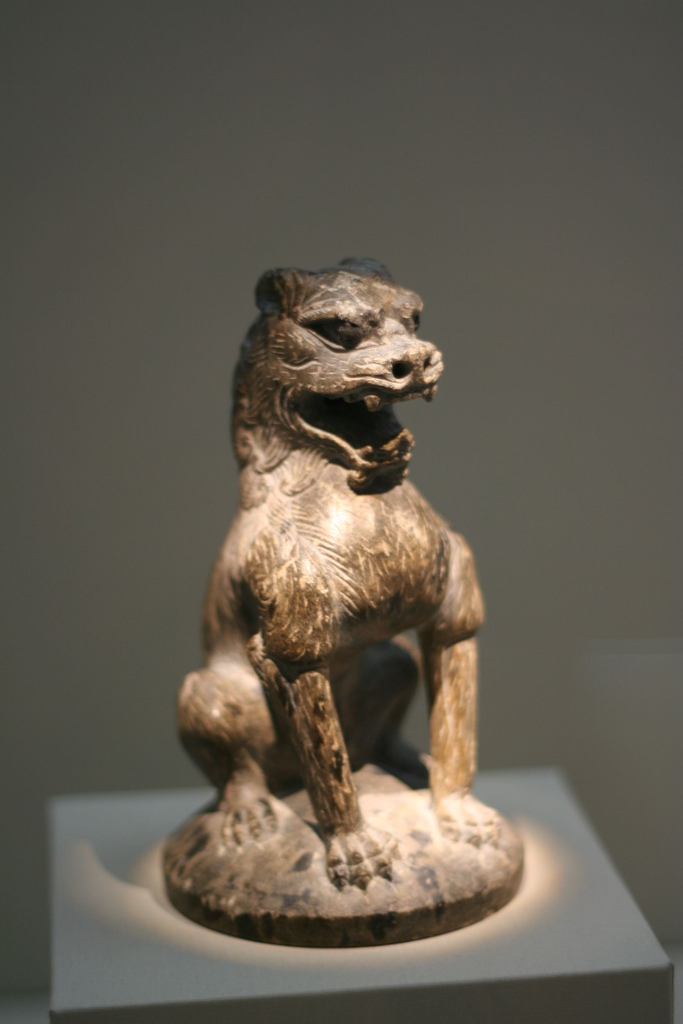
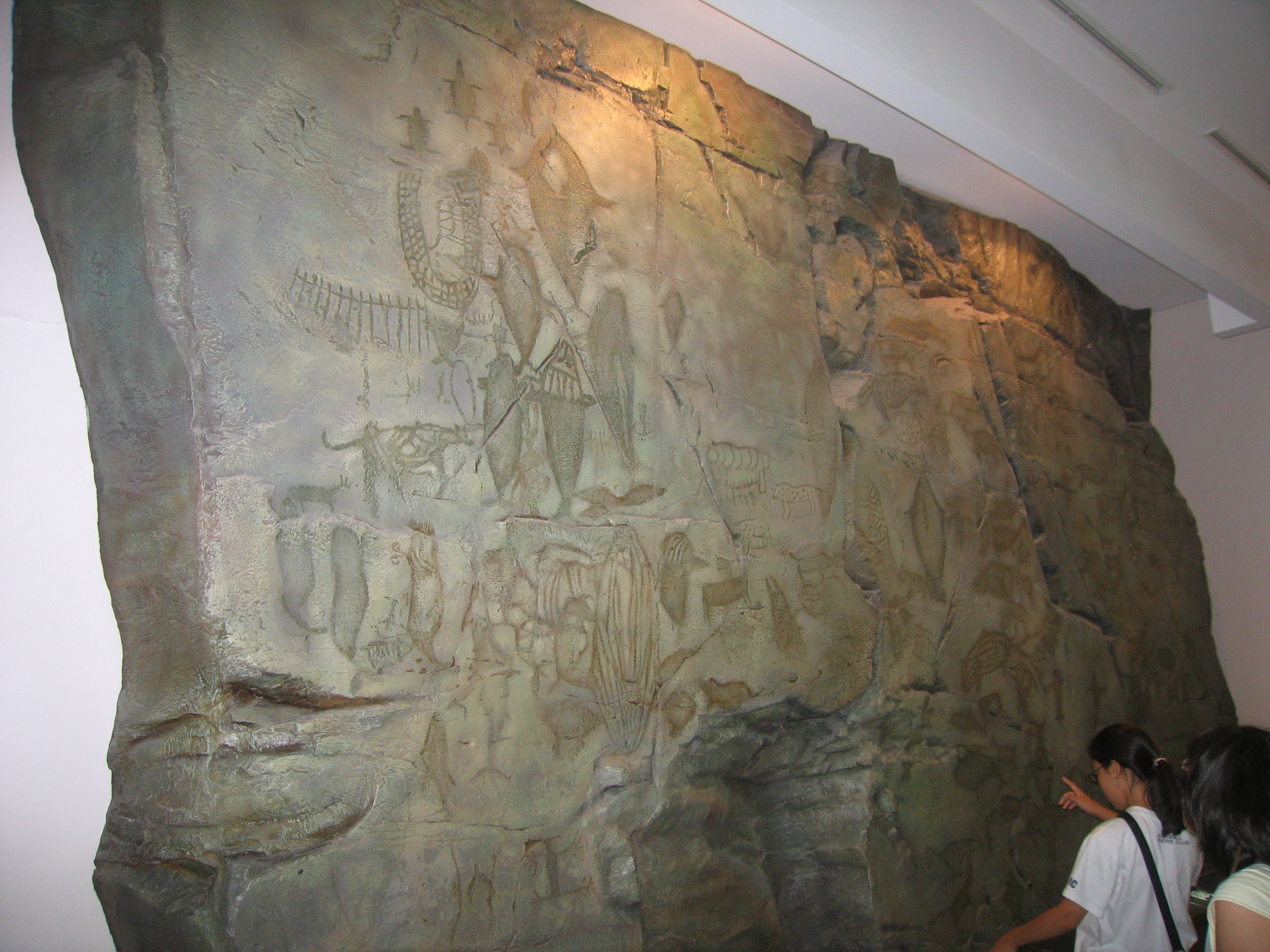
Bangudae Petroglyphs
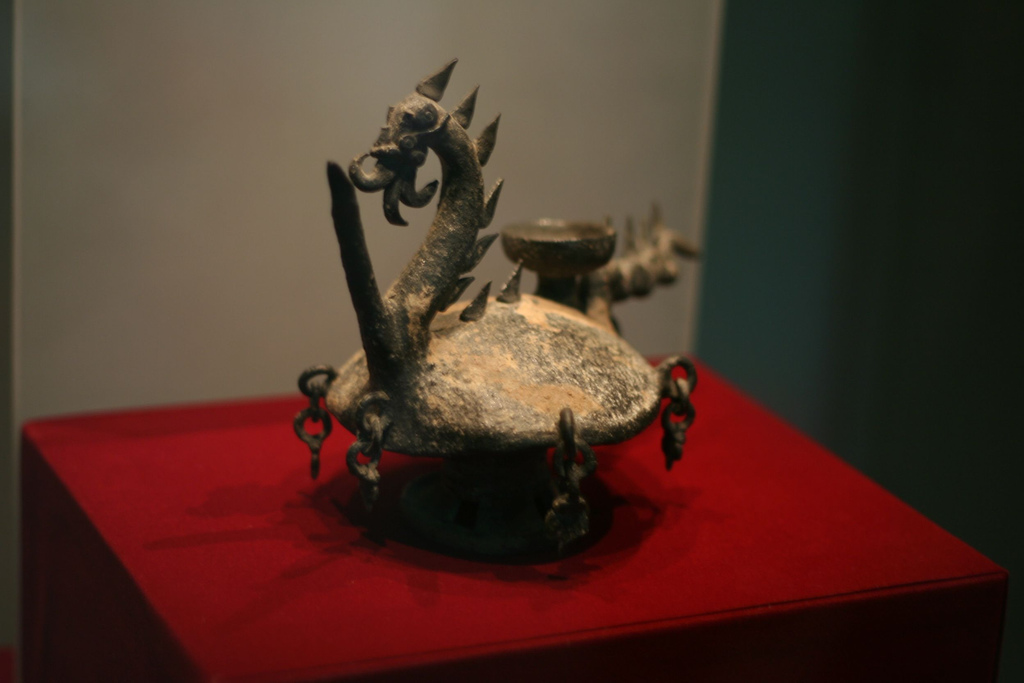
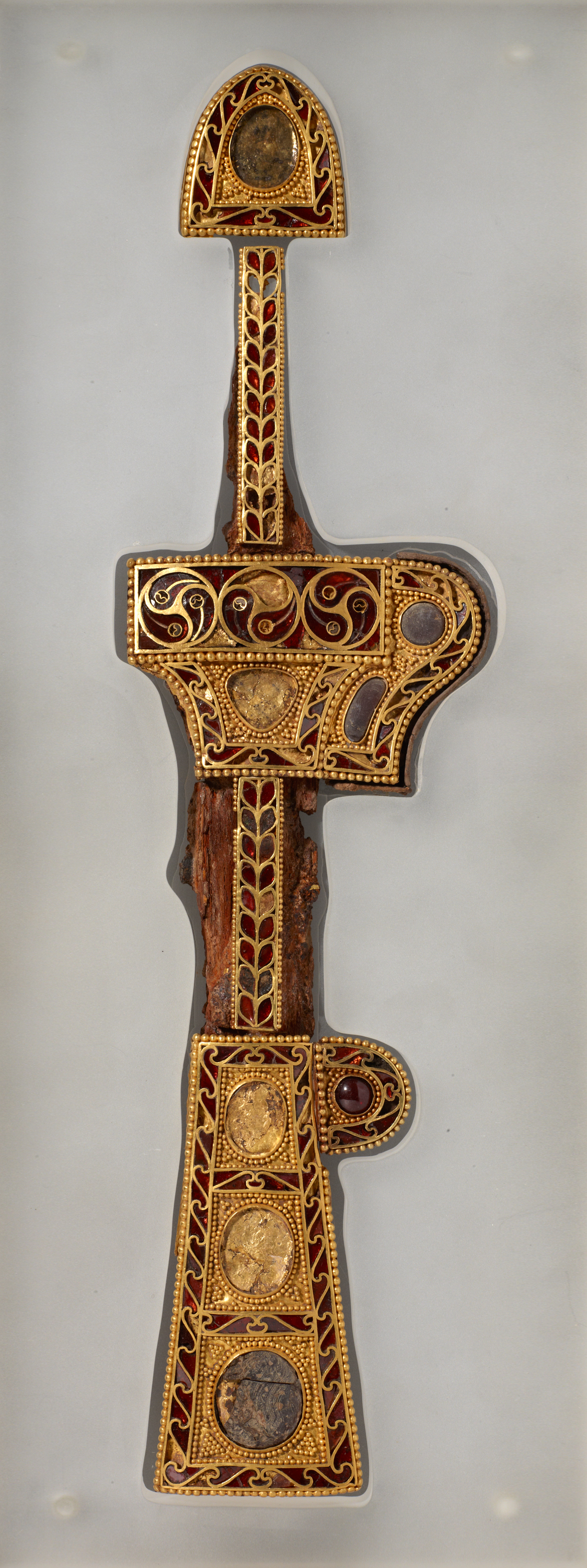
Kiếm trang trí từ Gyerim-ro, Gyeongju
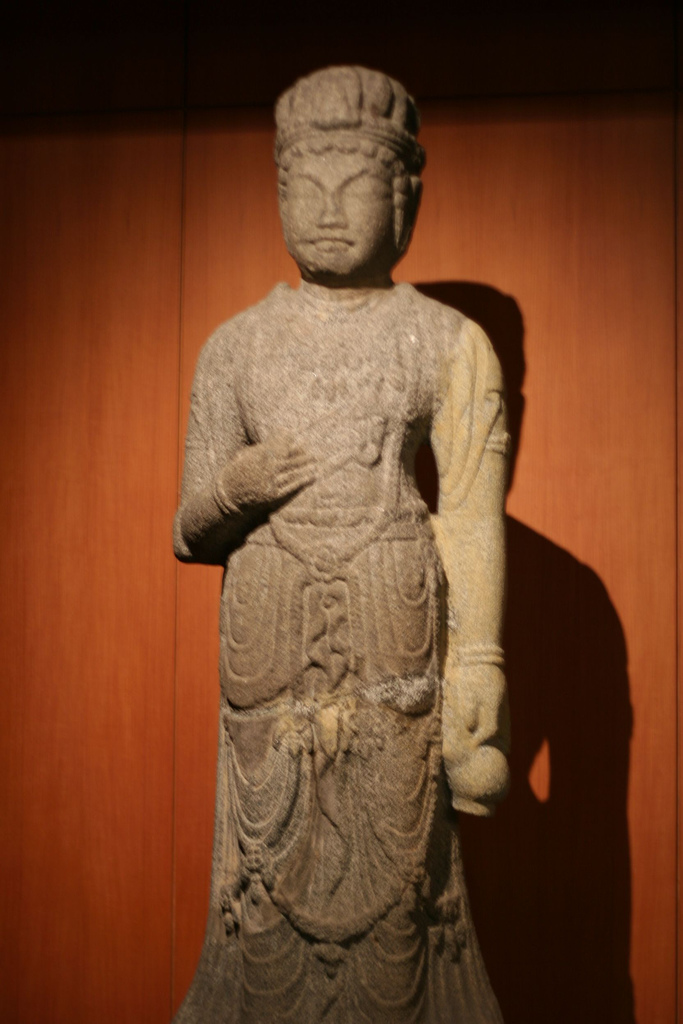
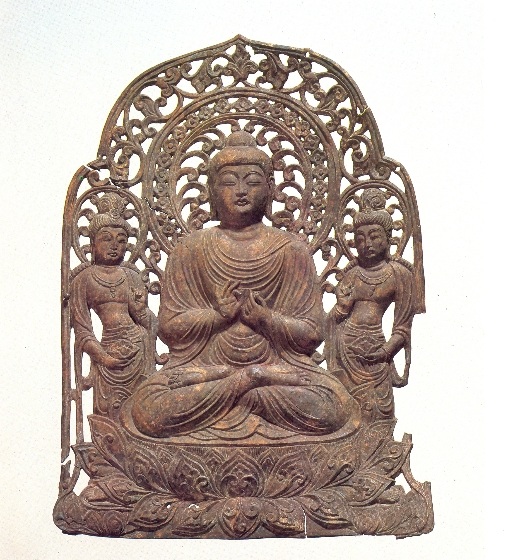
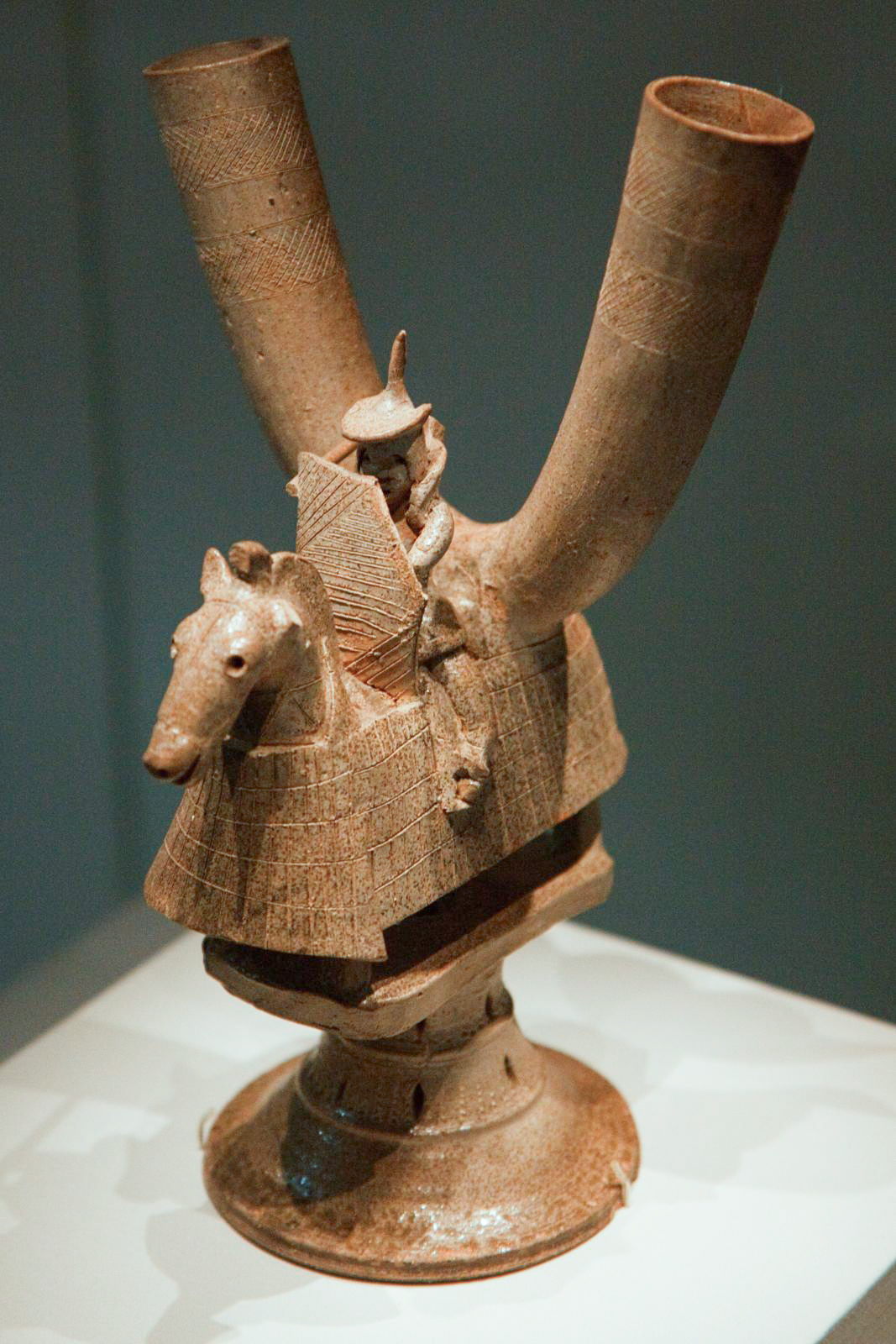
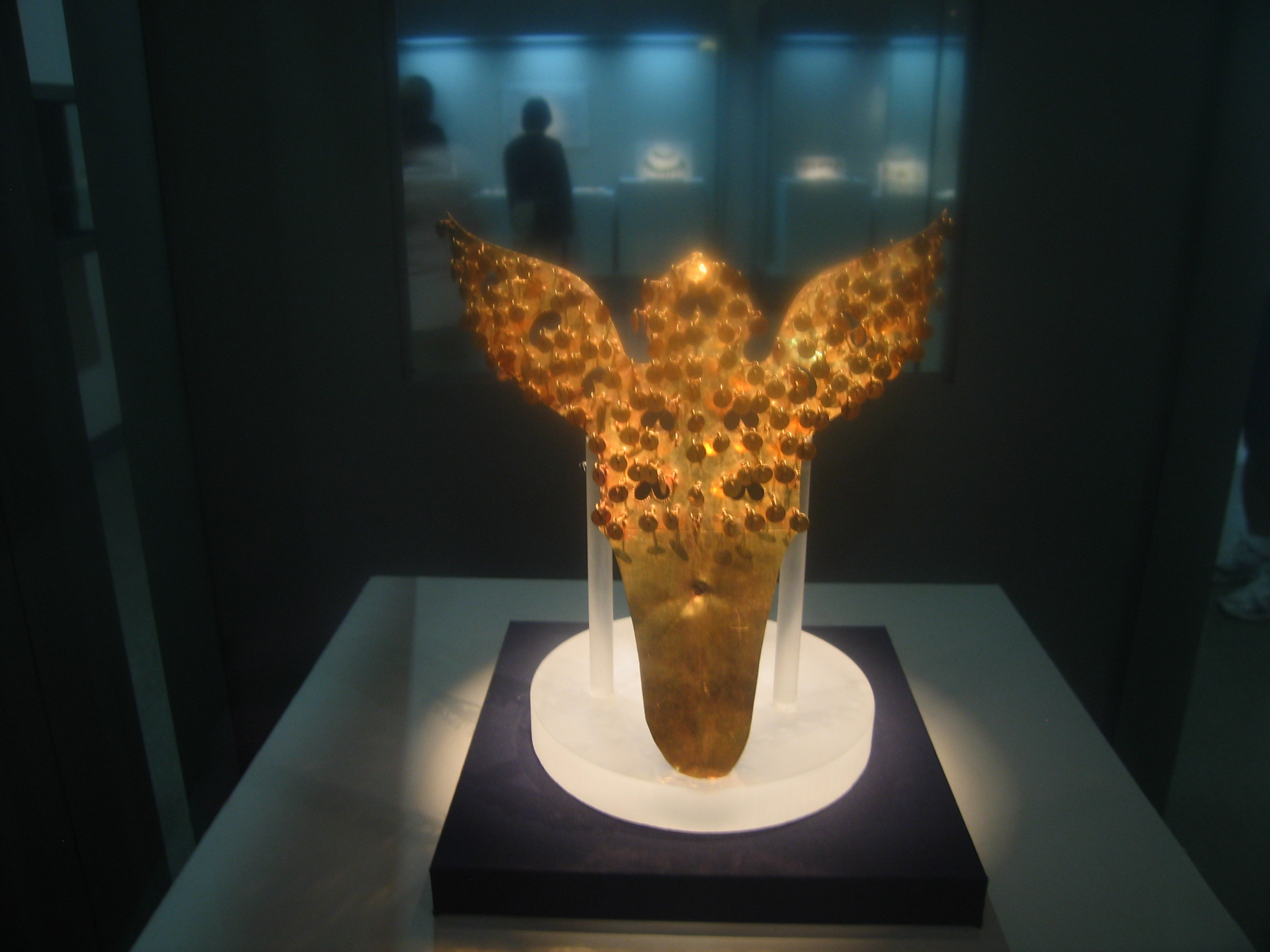
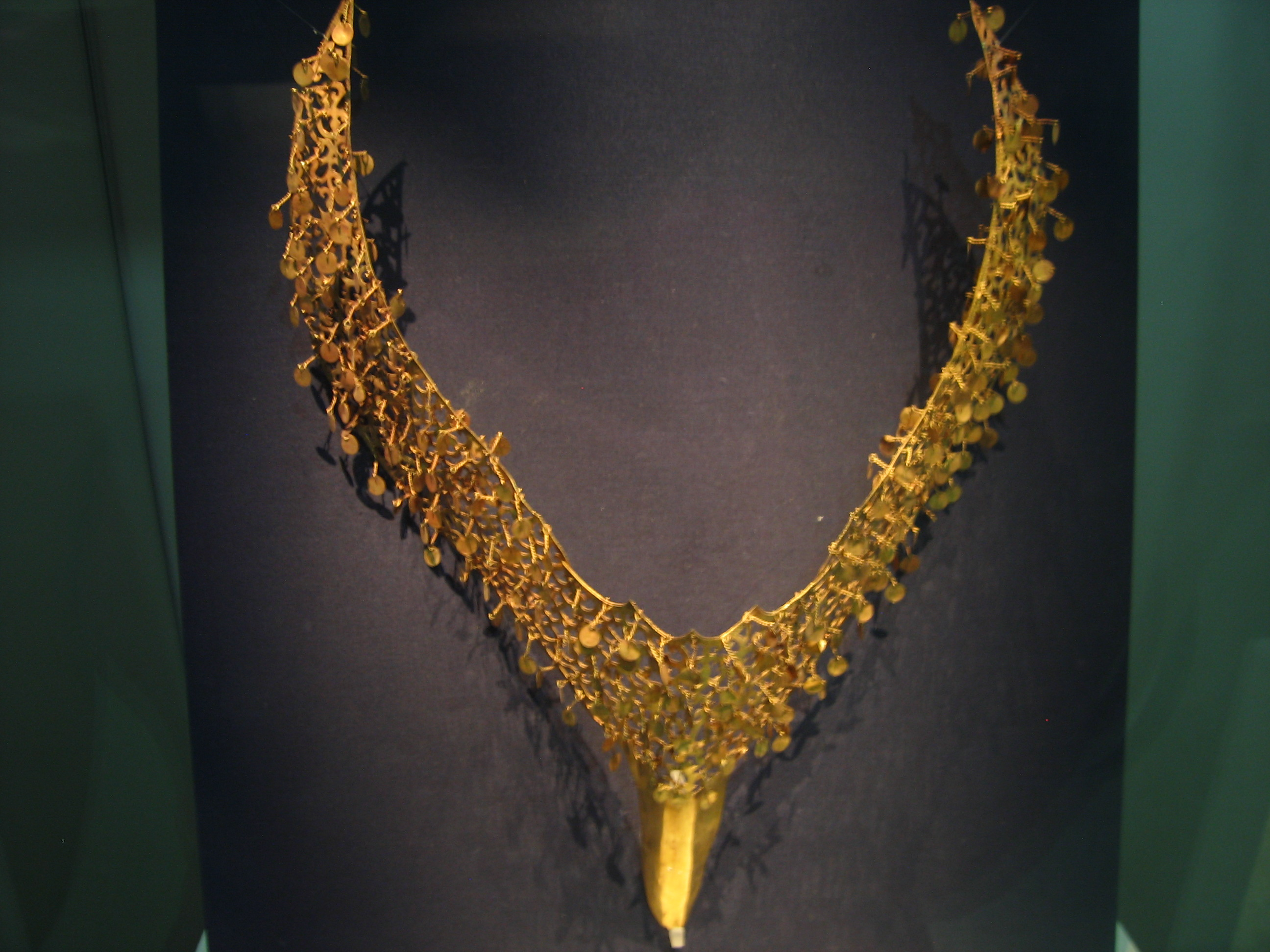
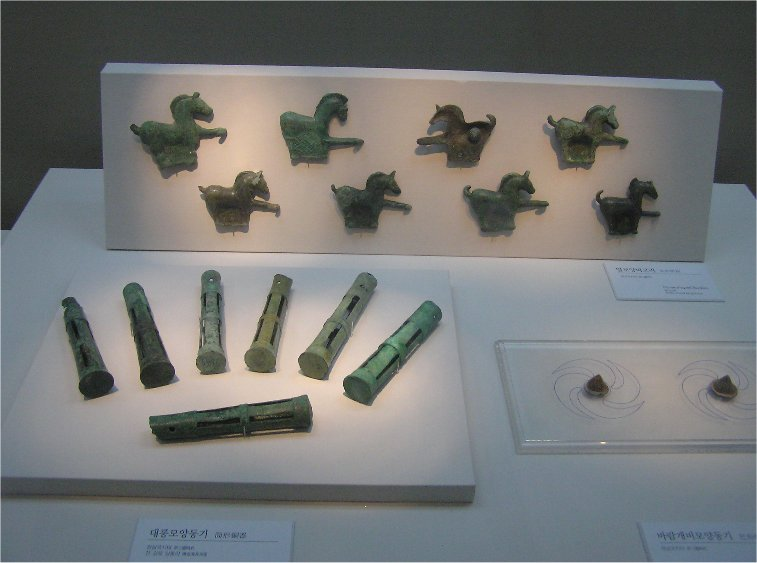
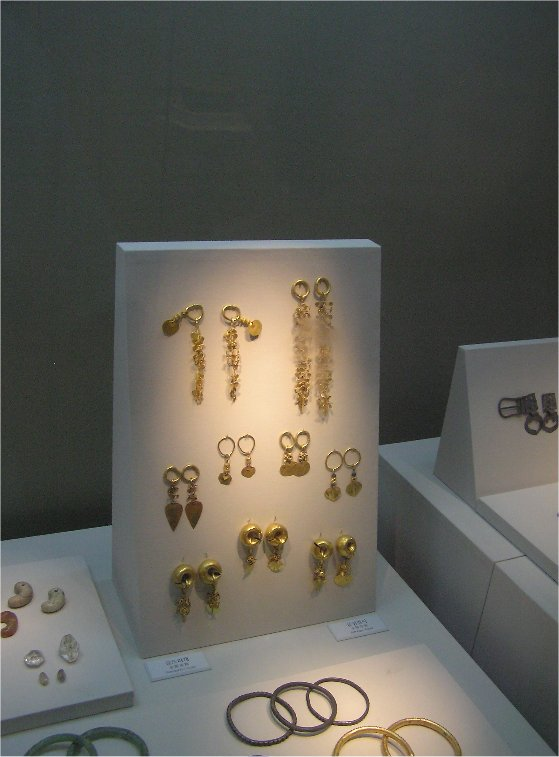
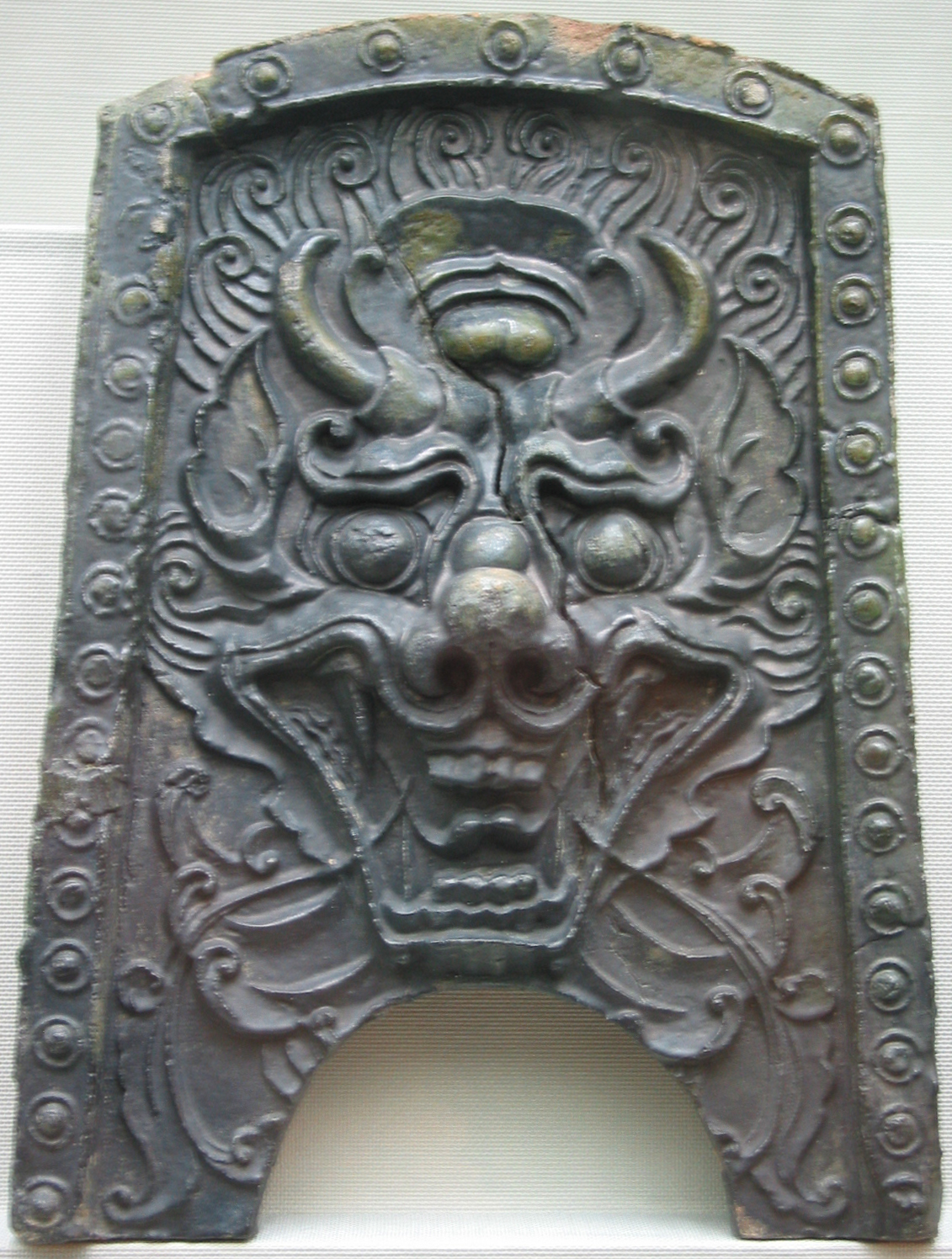
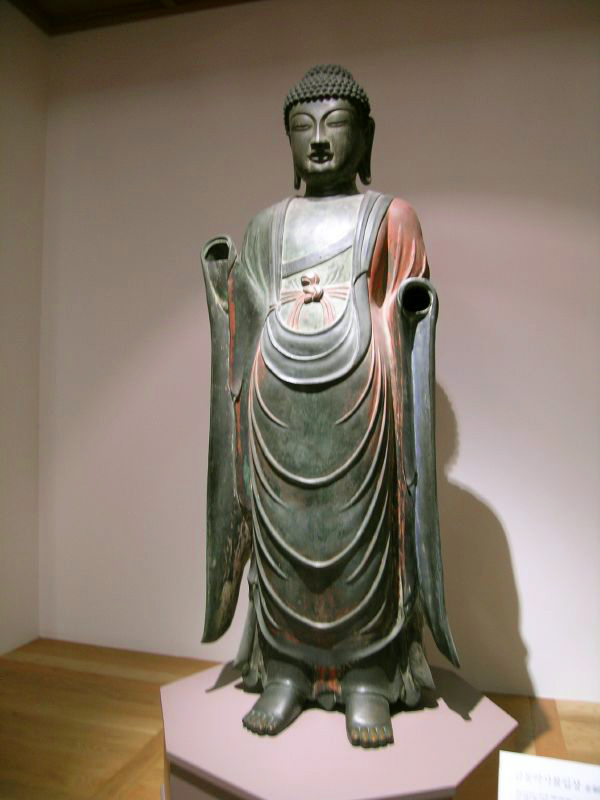
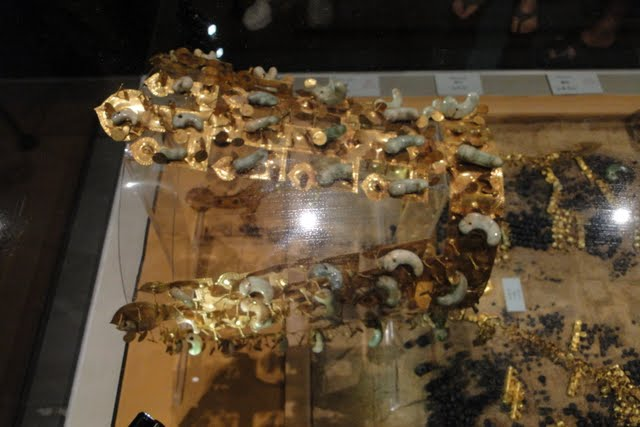
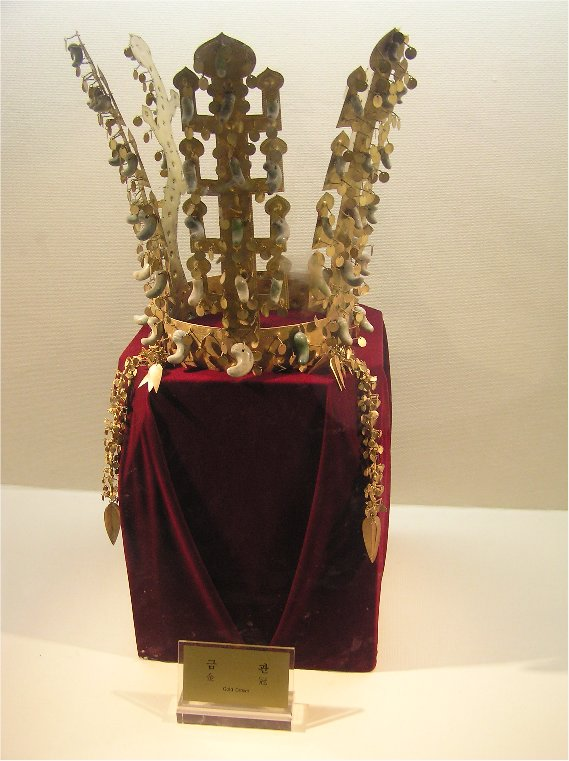
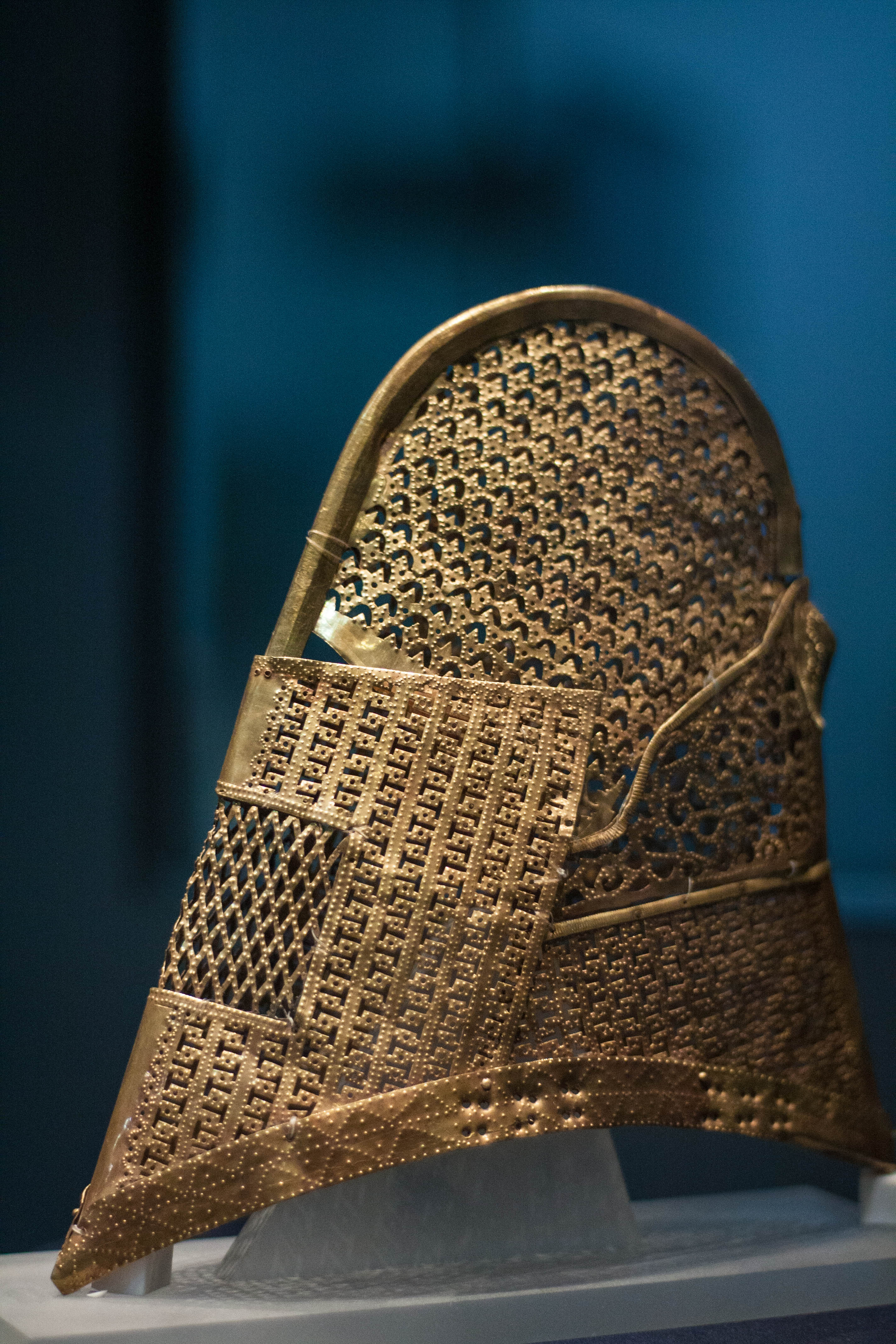
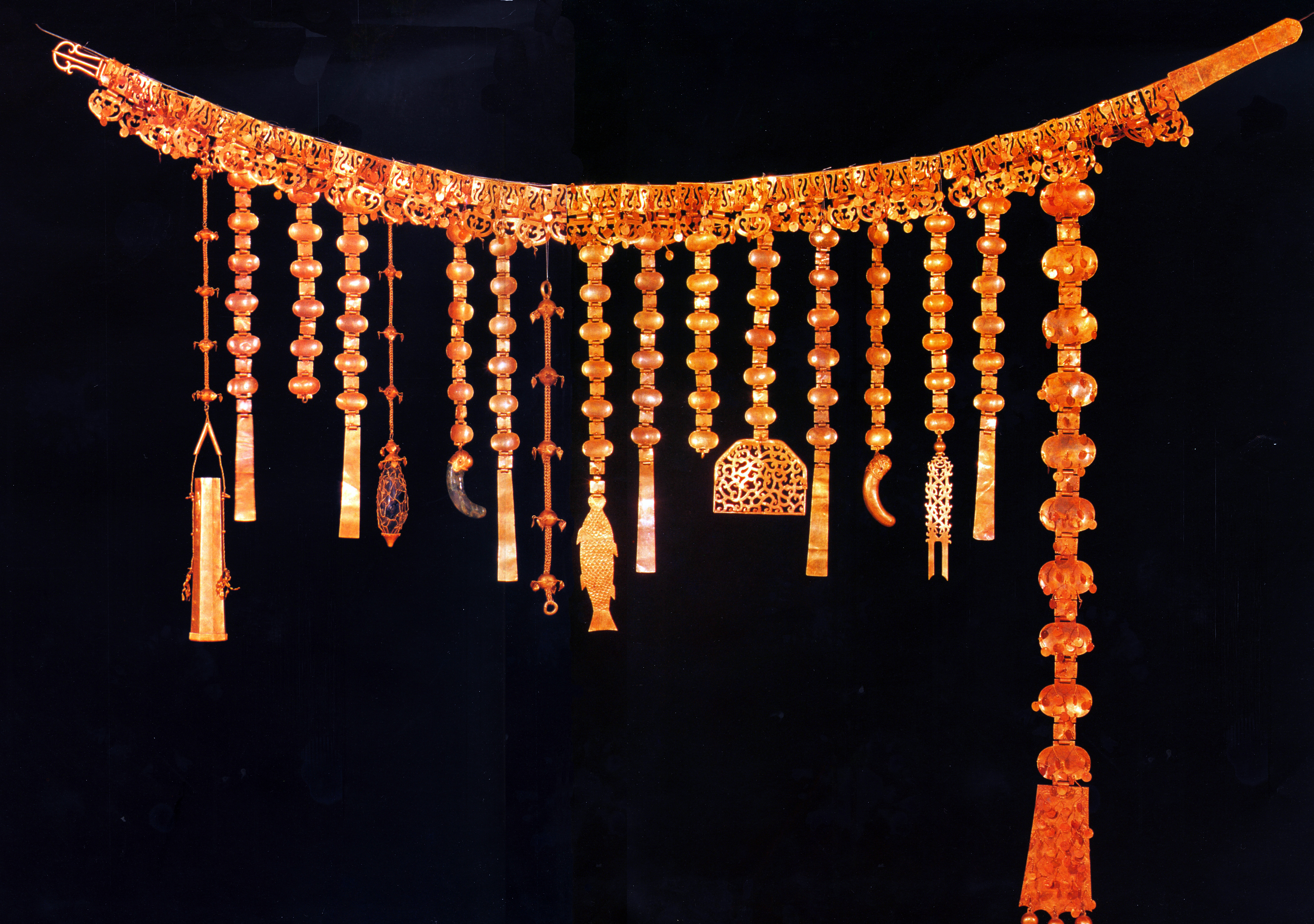
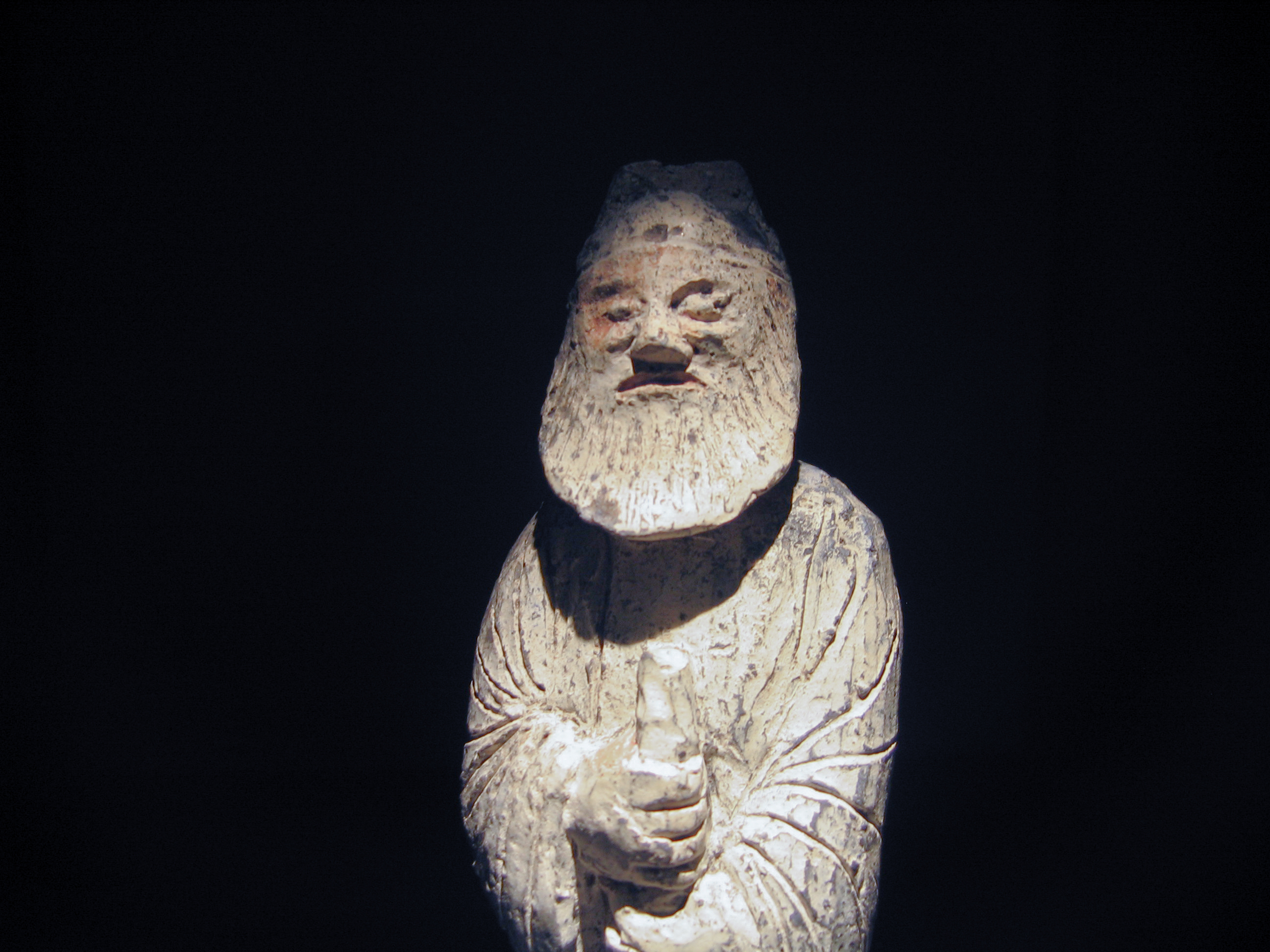
Tượng người thông thái
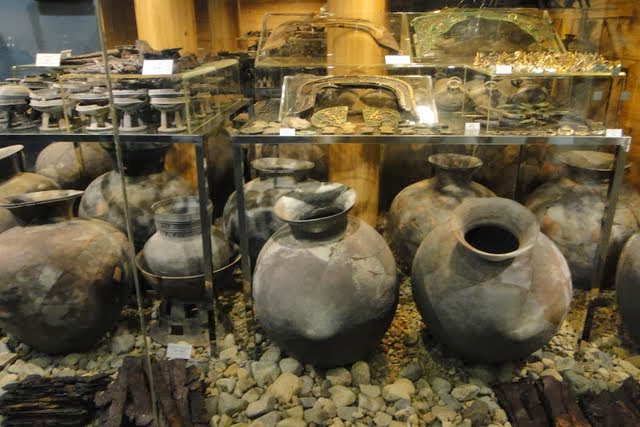
Bình cổ của Hàn Quốc
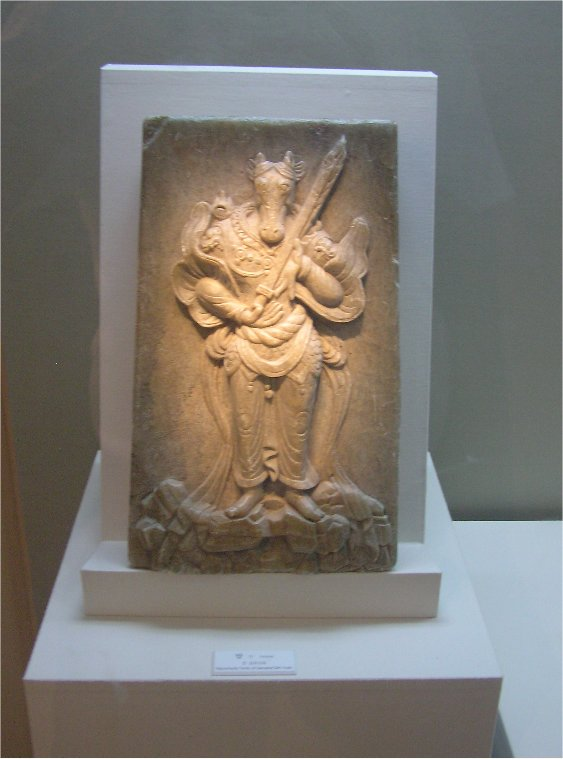
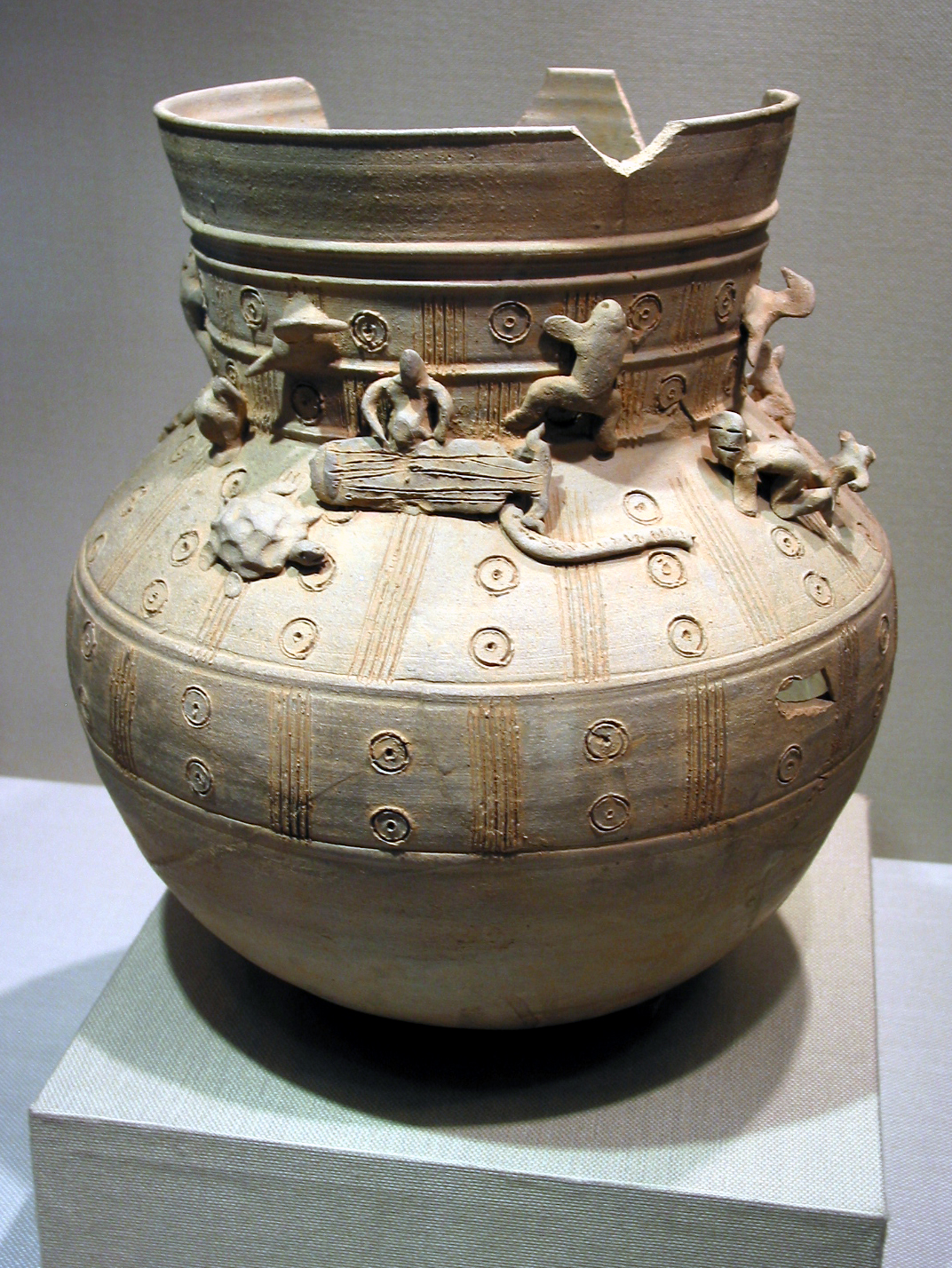
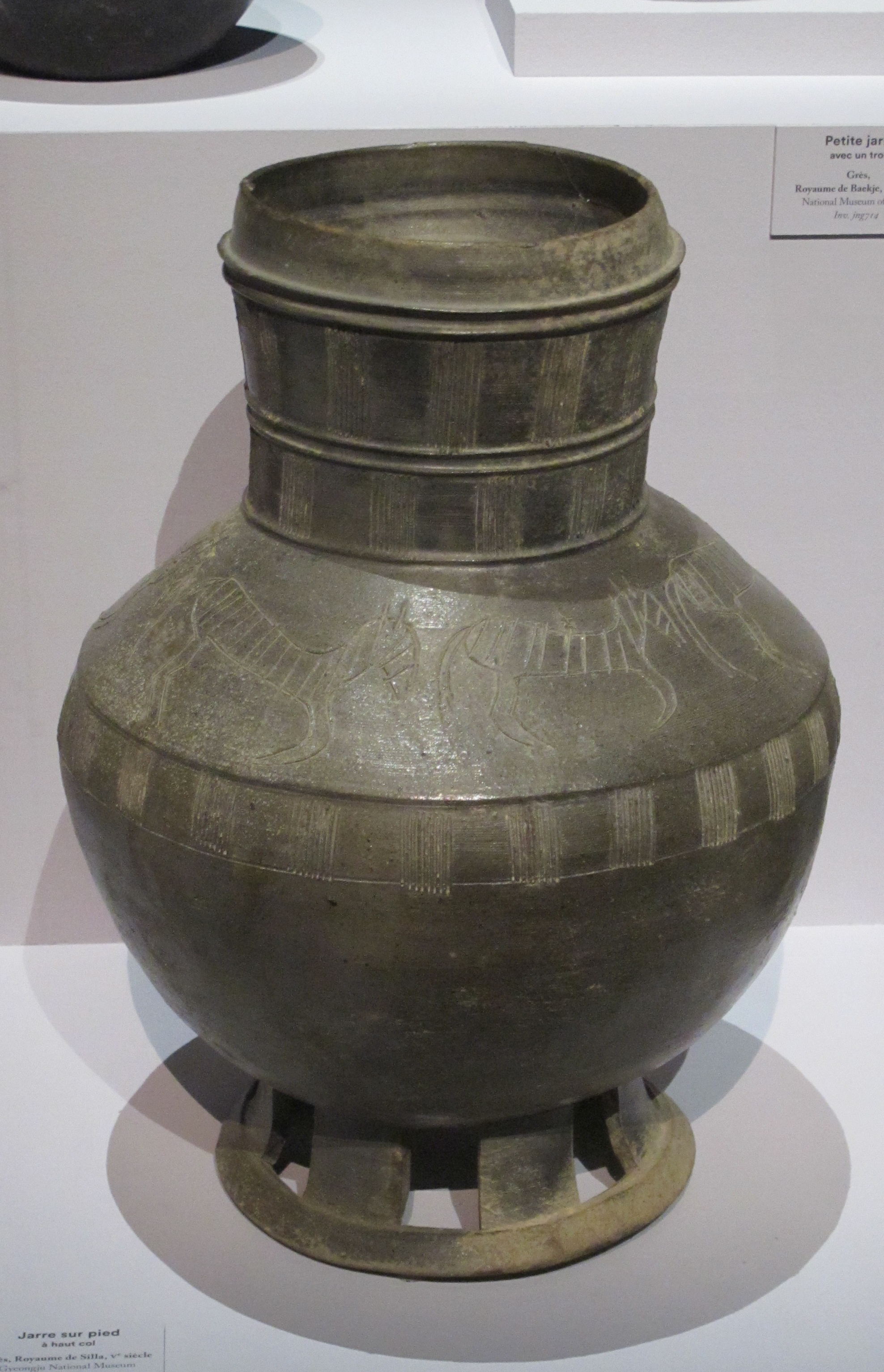

## Liên kết
- Trang chủ chính thức